# Polizei-Bataillon 9
Das Polizei-Bataillon 9 war eine militärische Einheit der Ordnungspolizei im nationalsozialistischen Deutschland und wurde im Zweiten Weltkrieg eingesetzt. Sie ist das Polizeibataillon, das die höchste Zahl an Exekutionen im Rahmen der Einsatzgruppen der Sicherheitspolizei und des SD aufweist.

## Hintergrund und Aufstellung
Die deutsche Ordnungspolizei war ein zentrales Instrument des Sicherheitsapparats des nationalsozialistischen Deutschlands. In der Vorkriegszeit arbeiteten der Reichsführer SS Heinrich Himmler und der Chef der Ordnungspolizei Kurt Daluege zusammen, um Polizeieinheiten der Weimarer Republik in militarisierte Formationen umzuwandeln. Diese sollten bereit sein, den Eroberungs- und Vernichtungszielen des NS-Regimes zu dienen. Für die Besetzung Polens im September 1939 wurden die Polizeitruppen zunächst in Bataillonen der Ordnungspolizei formiert, wo sie zu Sicherheits- und Polizeizwecken eingesetzt wurden und auch an Hinrichtungen und Massendeportationen teilnahmen.
Das Polizei-Bataillon 9 wurde am 1. September 1939 in Berlin-Schöneburg aus Reservisten und aktiven Offizieren der Polizeitruppe gebildet.

## Einsatz
Der neu aufgestellte Verband wurde von deutscher Seite nicht mehr beim Überfall auf Polen eingesetzt.

### Prag
Im November erfolgte die Verlegung nach Prag, um dort den Studentenaufstand niederzuschlagen. Der Aufenthalte in der Stadt dauerte einige Wochen und danach wurde der Verband wieder zurück nach Berlin verlegt.

### Norwegen

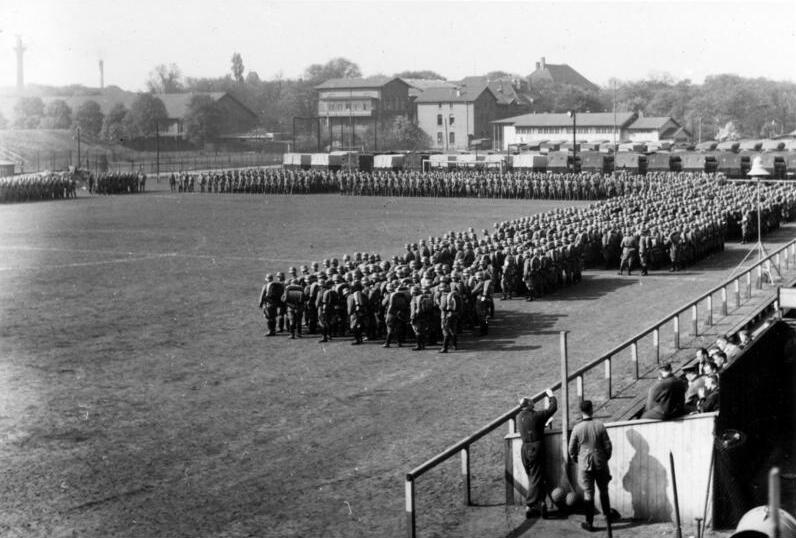
Verabschiedung nach Norwegen, 9. Mai 1940

Im Mai 1940 erfolgte die Verlegung nach Norwegen. Der Verband übernahm die Sicherung des südöstlichen Grenzraums, in der Gegend von Halden, hin zur Grenze mit Schweden. Abwechselnd wurde hier auch die Aufgabe mit dem Polizei-Bataillon 105 geteilt, das im gleichen Raum lag. Die Ablösung erfolgte schließlich durch das Polizei-Bataillon 253. Der freigewordene Verband wurde nach Spandau-Kisseln überführt und mit Motorrädern motorisiert.

### Sowjetunion
Die deutschen Militär- und Polizeibehörden planten einen Vernichtungskrieg gegen die „jüdisch-bolschewistische“ kommunistische Regierung als auch die Bürger der Sowjetunion. In den Winter- und Frühjahrsmonaten 1941 verhandelten Beamte des Oberkommandos des Heeres  und des Reichssicherheitshauptamtes über den Einsatz von Einsatzgruppen der Sicherheitspolizei und des SD hinter der Front. Die Einsatzgruppen sollten mit Massenerschießungen von Juden, Kommunisten und anderen als gefährlich erachteten Personen eine langfristige deutsche Herrschaft ermöglichen. Vor Beginn des Überfalls auf die Sowjetunion erhielt das Polizei-Bataillon 9 am 14. Juni 1941 den Auftrag, die Einsatzgruppen zu unterstützten. In der Folge wurden die vier Kompanien des Bataillons auf die vier Einsatzgruppen A, B,C und D verteilt.
Etwa um den 30. Juni 1941 begannen die Einsätze der vier Kompanien des Bataillons. Die Kompanien hatten jeweils eine Mannstärke von etwa 140 Polizisten.
Die Gliederung war wie folgt:
1. Kompanie / Polizei-Bataillon 9  // Kompaniechef: Oberleutnant Peter Clausen // Verwendung: Unterstützung der Einsatzgruppe A im Baltikum
2. Kompanie / Polizei-Bataillon 9 // Kompaniechef: Hauptmann Helmut Gantz // Verwendung: Unterstützung der Einsatzgruppe B in Weißrussland
3. Kompanie / Polizei-Bataillon 9 // Kompaniechef: Hauptmann Walter Krumme // Verwendung: Unterstützung der Einsatzgruppe C in der Nordukraine
4. (schwere) Kompanie / Polizei-Bataillon 9 // Kompaniechef: Hans Gabel // Verwendung: Unterstützung der Einsatzgruppe D in der Südukraine und auf der Krim

### Ende des Einsatz bei den Einsatzgruppen
Anfang Dezember 1941 wurde im Zusammenhang mit einer Besprechung mit den vier Kompanie-Befehlshabern des Verbands im Berliner Hauptamt der Ordnungspolizei entschieden, den Einsatz des Polizei-Bataillons 9 in der Sowjetunion zu beenden. Das Reserve-Polizei-Bataillon 3, das zuvor Aufgaben in einem anderen Raum der besetzten Sowjetunion wahrgenommen hatte, löste das Bataillon ab.
Der Stab des Reserve-Polizei-Bataillons 3 übernahm aus Zamosc in Polen die Organisation der Rückführung der Kompanien des Polizei-Bataillons 9. Nach dem 10. Dezember trafen die Ablösungsbefehle sukzessive bei den Truppenteilen des Polizei-Bataillons 9 ein und bis Anfang Januar kamen die einzelnen Gruppen des Bataillons in Zamosc an, wo diese wieder als Verband zusammengefasst wurden. Durch die Teilnahme an einer Vielzahl von Exekutionen war der Zustand durch die seelische Belastung am Ende des Osteinsatzes katastrophal. Ein Teil der Polizisten kam zur Erholung nach Zakopane. In dieser Zeit wurde das Personal des Verbands teilweise ausgetauscht und die Führung des Bataillons übernahm der bisherige Kommandeur des Polizei-Bataillons 3 Major Arthur Seidel.

### Protektorat Böhmen und Mähren
In der folgenden Zeit wurde das aufgefrischte Bataillon in den Raum Iglau (Jihlava in Tschechien) verlegt, wo das Reserve-Polizei-Bataillon 84 abgelöst wurde. Dies war jedoch nur von kurzer Dauer, da es bereits im Sommer 1942 nach Norwegen verlegt wurde.

### Norwegen
Im Juli 1942 hatte es in Kongsvinger, nordöstlich von Oslo, das Polizei-Bataillon 255 ersetzt, das nach Griechenland verlegt wurde.
Durch die Neuorganisation der Polizeitruppen wurde der Verband nunmehr zum III. Bataillon / Polizei-Regiment 27 und verblieb unauffällig bis Kriegsende in Norwegen. Dort wurden die Polizisten von den Briten inhaftiert und ins ehemalige KZ Esterwegen im Emsland gebracht und am 17. Januar 1947 wurden 247 von ihnen an die sowjetischen Behörden in Berlin ausgeliefert, wo sie im ehemaligen KZ Sachsenhausen interniert wurden. 245 Bataillonsangehörige sollen verurteilt worden sein, von denen der überwiegende Teil (227) in Bautzen ihre Haftstrafen verbüßten. 1955/56 wurden die meisten in den Westen entlassen.

## Beteiligung am Holocaust
Von allen Polizeibataillonen weist das Reserve-Polizeibataillon 9 die bei weitem höchste Zahl an Exekutionen im Rahmen der Einsatzgruppen an jüdischen Menschen auf.

## Juristische Aufarbeitung
Polizeimeister Adelt war im Juli 1941 als Führer einer Gruppe der 1. Kompanie nach Mitau abkommandiert, wo sie an Absperrungen und Erschießungen von Männern, Frauen und Kindern als Teil des Einsatzkommandos 2 aktiv teilnahmen. Er wurde 1968 vom Schwurgericht Köln wegen Beihilfe zum Mord an mindestens 163 Menschen zu einer Gefängnisstrafe von einem Jahr und sechs Monaten verurteilt. Alle anderen Ermittlungen bei westdeutschen und Berliner Staatsanwälten gegen Angehörige des Bataillons wurden aufgrund von angeblichem Befehlsnotstand u. ä. teilweise mit Formschreiben eingestellt.